# Nikola Ignjatijević
Nikola Ignjatijević (serbisch-kyrillisch Никола Игњатијевић; * 12. Dezember 1983 in Požarevac, Jugoslawien) ist ein serbischer Fußballspieler. Seit Anfang 2017 steht er beim FK Borac Čačak unter Vertrag.

## Karriere
Ignjatijević begann im Alter von neun Jahren mit dem Fußballspielen beim FK Roter Stern Belgrad. Nach seiner Jugendzeit schaffte er den Sprung in die erste Mannschaft nicht und wechselte zum FK Jedinstwo Ub in die dritte serbische Spielklasse, die Srpska Liga. Nach dem Aufstieg 2003 konnte er sich auch eine Liga höher als Stammspieler behaupten. In der Saison 2003/04 verpasste der den Durchmarsch ins Oberhaus nur knapp. Ein Jahr später schloss er mit seiner Mannschaft die Prva liga Srbija im Mittelfeld ab.
Im Jahr 2005 verließ Ignjatijević Ub und wechselte zum FK Javor Ivanjica in die SuperLiga. Nach dem Abstieg 2006 zog es ihn zum Ligakonkurrenten FK Zemun. Auch mit seinem neuen Klub musste er aus der SuperLiga absteigen, so dass er den Verein nach einem Jahr bereits wieder verließ und sich dem Aufsteiger FK Napredak Kruševac anschloss. Nachdem er sich dort nicht durchsetzen konnte, wechselte er zu Beginn des Jahres 2008 zurück zu Javor Ivanjica, das mittlerweile in die Prva liga Srbija abgestiegen war. Dort gelang ihm die Rückkehr in die SuperLiga. Die Saison 2008/09 schloss er mit seinem Klub auf dem vierten Platz ab.
Im Sommer 2009 kehrte Ignjatijević zu seinem Heimatverein Roter Stern Belgrad zurück, konnte sich dort aber nicht dauerhaft durchsetzen. Die Saison 2009/10 schloss er mit seinem Verein als Vizemeister hinter FK Partizan Belgrad ab und gewann den serbischen Pokal. In der Hinrunde 2010/11 kam er kaum noch zum Einsatz und wurde in der Winterpause an den FC Timișoara in die rumänische Liga 1 ausgeliehen. Dort konnte er hinter Oțelul Galați die Vizemeisterschaft 2011 erringen. Im Sommer 2011 kehrte er nach Belgrad zurück; 2012 erfolgte der Wechsel in den Osten der Ukraine. Ende 2014 wurde sein Vertrag aufgelöst.
Im Juli 2015 nahm der FK Radnički Niš Ignjatijević unter Vertrag. Schon einen Monat später wechselte er innerhalb der serbischen SuperLiga zu OFK Belgrad. Dort war er zunächst Stammkraft, kam aber zu Beginn der Rückrunde 2015/16 nicht mehr zum Einsatz. Er verließ den Klub und schloss sich dem belarussischen Spitzenklub FK Schachzjor Salihorsk an. Dort beendete er die Saison 2016 mit seinem Team als Vizemeister. Seit Anfang 2017 spielt er für den FK Borac Čačak.

## Erfolge
- Serbischer Pokalsieger: 2009
- Serbischer Vizemeister: 2009
- Rumänischer Vizemeister: 2011
- Belarussischer Vizemeister: 2016